# Cosroes (hijo de Bahram IV)
Cosroes (en persa medio: 𐭧𐭥𐭮𐭫𐭥𐭣𐭩), fue brevemente un Rey de reyes de la dinastía Sasánida de Persia en 420.

## Biografía
Cosroes era hijo de Bahram IV (r. 388-399), el decimosexto rey (shah) del Imperio Sasánida. Desde la muerte del poderoso Shah Sapor II de Persia (r. 309-379), los aristócratas y sacerdotes habían expandido su influencia y autoridad a costa del gobierno sasánida, nominando, destronando y asesinando a Shahs, como Bahram IV, y también el entonces reinante sha Yazdegerd I (r. 399-420), quien fue asesinado el 21 de enero de 420. 
Intentaron impedir que los hijos de Yazdegerd I ascendieran al trono: Sapor IV, que era el hijo mayor de Yazdegerd I y gobernador de la Armenia persa, corrió rápidamente a la capital sasánida de Ctesifonte y ascendió al trono. Sin embargo, pronto fue asesinado por los nobles y sacerdotes, que eligieron a Cosroes como sha.
Bahram V, otro hijo de Yazdegerd I, se opuso a la decisión de los nobles y pidió ayuda militar al rey Lájmida de al-Hirah, que recibió. Al frente de un ejército de numerosos soldados, Bahram marchó hacia Ctesifonte, donde prometió que no reinaría como lo hizo su padre Yazdegerd I. Según el Shahnameh ("El Libro de los Reyes"), Bahram sugirió que la corona real y el atuendo deberían colocarse entre dos leones, y la persona que los recuperó matando a los animales salvajes debería ser reconocida como el sah de Irán. 
Cosroes decidió retirarse, mientras que Bahram resistió el juicio y ganó el trono. No se sabe nada sobre el destino posterior de Cosroes, aunque es probable que hay sido asesinado o ejecutado poco tiempo después.